# ツイスト・キム
ツイスト・キム（朝鮮語: 트위스트 김、1936年4月6日 - 2010年11月30日）は、大韓民国の俳優。本名はキム・ハンソプ（朝鮮語: 김한섭）。
釜山に生まれ、1962年に映画『東京から来た男』でデビュー。1964年のシン・ソンイルと共演した『裸足の青春』がヒットしたことで性格俳優として知られるようになり、同作でのジーンジャケット姿がトレードマークとなった。1960年代から1970年代にかけてテレビ番組でツイストの腕前を披露して「ツイスト・キム」の異名を取った他、楽曲でもアルバムを4枚発表するなど、韓国においては様々な分野で活躍するエンターテイナーの草分けといえる存在だった。シン・ソンイルによれば当時はまだ衣装のコーディネートがされなかった時代だったが、ファッションセンスに優れていたキムは自分の衣装を南大門の市場で購入し、さらには共演者の衣装にも助言を与えていたという。
生涯で160本ほどの映画に出演し、ベテランになってからもドラマやミュージカルなど幅広い活躍を見せたが、晩年はトラブルが多く不遇だった。2002年に俳優ソン・スンホンが自分の息子だという噂を実名で取り上げため、ソン・スンホン側から名誉棄損の訴訟を起こされて謝罪に追い込まれたり、2003年には「ツイスト・キム」というサイト名を勝手に名乗ったアダルトサイトとの訴訟を抱えるなどした。2006年、外傷性脳出血を起こし闘病していたが、2010年11月30日にソウルで死去した。

## 出演作品
- 裸足の青春 - 1964年
- 雨のめぐり逢い - 1966年
- カムボ - 1986年
- 南部軍 愛と幻想のパルチザン - 1990年